# Burmagomphus v-flavum
Burmagomphus v-flavum е вид водно конче от семейство Gomphidae.

## Разпространение
Видът е разпространен в Мианмар.